# Некрасов Іван Степанович (інженер)
Некрасов Іван Степанович (7 червня (26 травня) 1871, Капистичі, Курська губернія, Російська імперія — 17 березня 1945, Миколаїв, СРСР) — фахівець у галузі двигунобудування, кандидат технічних наук (1935), професор, директор Миколаївського середнього механіко-технічного училища (1906—1920), завідуючий кафедрою двигунів внутрішнього згоряння Миколаївського кораблебудівельного інституту.

## Життєпис

### Навчання та початок педагогічної діяльності
Некрасов Іван Степанович народився в селі Капистичі Рильського повіту Курської губернії в селянській родині. У 1878 році пішов навчатися у початкову школу сусіднього села Кострово, а з 1883 року навчався в повітовому училищі міста Рильськ.
У 1888 році після закінчення училища був направлений в Бєлгородський педагогічний інститут, куди його прийняли за результатами конкурсного відбору на правах «казенно-кошторисного вихованця», що передбачало не тільки безкоштовне утримання, але й видачу безкоштовної білизни, фірмового костюму та взуття.
Після закінчення інституту у 1891 році працював вчителем російської мови в повітовому училищі міста Острогозьк Воронізької губернії. Давав заняття зі співів в жіночій прогімназії та працював вчителем математики в місті Богодухів Харківської губернії.
Протягом 1898—1903 років навчався в Харківському технологічному інституті. Отримав диплом інженера-механіка за спеціальністю «Двигуни внутрішнього згоряння і парові машини». Після закінчення інституту працював на посаді земського інженера в земській управі міста Волочанськ Харківської губернії, але невдовзі йому надійшла пропозиція стати директором ремісничого училища в місті Павлово Нижньогородської губернії.
Через рік через хвороба дружини був вимушений залишити посаду і переїхати в Україну, де став викладати в середньотехнічному училищі міста Олександрівськ (зараз — місто Запоріжжя) Катеринославської губернії.

### Миколаївський період
У 1905 році Некрасов переїхав до Миколаєва, де став інспектором в нещодавно відкритому середньому механіко-технічному училищі. Весною 1906 року був призначений директором механіко-технічного, а пізніше політехнічного училища, яке очолював до 1920 року.
Некрасов працював над зміцненням матеріальної бази училища. За період його керівництва були побудовані приміщення по вулиці Лісковій, що розширило майстерні та машинну залу (в подальшому теплотехнічна лабораторія), де були встановлені двигун внутрішнього згоряння та парова машина. При цьому площа, зайнята залою і майстернями, збільшилась з 1 600 м2 до 4 000 м2. Заняття в училищі, крім загальноосвітніх предметів проводились і в майстернях та розподілялись таким чином, щоб кожен учень проводив в них по 9 годин на тиждень. За час перебування Некрасова на посаді директора училища було підготовлено більше 500 техніків-механіків.
Стабілізувався склад педагогічного колективу: директор училища — І. С. Некрасов, в.о. інспектора — інженер-технолог Л. Л. Шлейхер, священик П. Є. Салагор; викладачі: фізики і хімії — В. В. Рюмін, механіки та математики — Л. В. Коленко; креслення та пароплавної механіки — С. П. Лізогуб; малювання та геометричного креслення — Є. М. Маковенко; головний керівник практичних робіт — А. А. Нікулін; майстри-техніки — А. В. Григорів і Н. Г. Лаврентьєв; лікар — В. С. Уваров; наглядач-технік — В. І. Збінський. 
Некрасов організовував для учнів екскурсії до Одеси, Києва, Санкт-Петербургу, де вони знайомилися з культурною спадщиною цих міст. В училищі був свій духовий оркестр, влаштовувалися розважальні вечори, про що повідомляли міські газети.
Іван Степанович займався громадською діяльністю. Очолював дирекцію громадської бібліотеки у 1907—1908 роках, був гласним міської думи у 1911—1917 роках, членом Миколаївського відділення Російського технічного товариства та Миколаївського товариства аматорів природи, займався розширенням міської електричної станції та переобладнанням міської освітлювальної мережі. Разом з дружиною Єлизаветою Іванівною був членом правління Миколаївського благодійного товариства.

Некрасов, як директор училища, активно співпрацював з товариством «Просвіта», яке очолював Микола Аркас. В фондах Миколаївського обласного архіву збереглося листування:  
В Украинское общество «Просвита» в г. Николаеве.
Имею честь покорнейше просить Общество «Просвита», не найдет ли оно возможным придти на помощь ученикам вверенного мне училища Зиме Александру и Христенко Кондрату внесением платы за право учения в первой половине текущего учебного года. Плата за полугодие 25 рублей.
30 октября 1907 года
Директор училища И. Некрасов

Українське товариство «Просвіта» у Миколаєві.
Добродію директорові Миколаївського механіко-технічного училища.
Високоповажний добродію.
Рада Українського Товариства "Просвіта2 має честь сповістити Вас, що на зібранні 3 листопада ц.р. було доложено листа Вашого від 30 жовтня за № 1089 і ухвалено заплатити за учнів дорученого Вам училища Олександра Зіму і Кондрата Христенка по 25 крб., просячи Вас личити їх стипендіатами імені Т. Г. Шевченка Українського Товариства «Просвіта» у Миколаєві і гроші задля цієї мети доручено Скарбникові передати до вашого розпорядку.
Сповіщаючи Вас про це, залишаюсь щиро прихильним.
9 листопада 1907 року
М. Аркас

Председателю Общества «Просвита» в г. Николаеве Н. Н. Аркасу.
Милостивый государь Николай Николаевич!
Настоящим считаю приятным долгом просить Вас передать Совету Общества мою глубокую признательность за оказанную материальную поддержку воспитанникам ввереного мне училища, выразившуюся в учреждении стипендии имени Т. Г. Шевченко.
Пользуясь случаем выразить Вам уверения в глубоком к Вам уважении и совершенном почтении, прошу принять пожелания успехов в дальнейшей просветительской деятельности Общества.
17 ноября 1907 года
Директор училища И. Некрасов
У 1913 році Некрасов отримав чин дійсного статського радника. За відмінну службу був нагороджений орденами Святої Анни 3-го і Святого Станіслава 2-го ступеню.

### Життя після Жовтневого перевороту
У 1920 році, коли на базі політехнічного училища було відкрито політехнічний технікум імені Тимірязєва, на правах вищого учбового закладу згідно існуючих положень виконуючим обов'язки директора було назначено професора Некрасова, проте вже з 1 вересня 1920 року спеціальним розпорядженням завідуючого Миколаївським губернським відділом народної освіти, більшовика П. В. Жигалко Іван Степанович був звільнений від керівництва технікумом. В майбутньому дореволюційне «темне» минуле і статус професора в ті часи ще довго не давав спокою радянському керівництву народної освіти.
Некрасов йде за завод імені Андре Марті, де з 1920 року завідує відділом нормування та фабрично-заводського навчання. Одночасно з цим був організатором і завідуючим школою заводського учнівства. Проте вже з 15 грудня 1921 року за наказом завідуючого Миколаївським губпрофобразом А. І. Омельченко знову був звільнений від посади директора і роботи на заводі в цілому.
Тоді у 1922—1923 роках переходить працювати у відділ технічного контролю тресту «Хімсіль», де працює завідуючим відділу. За сумісництвом викладає математику і основи будівельного мистецтва в Миколаївському залізничному технікумі.

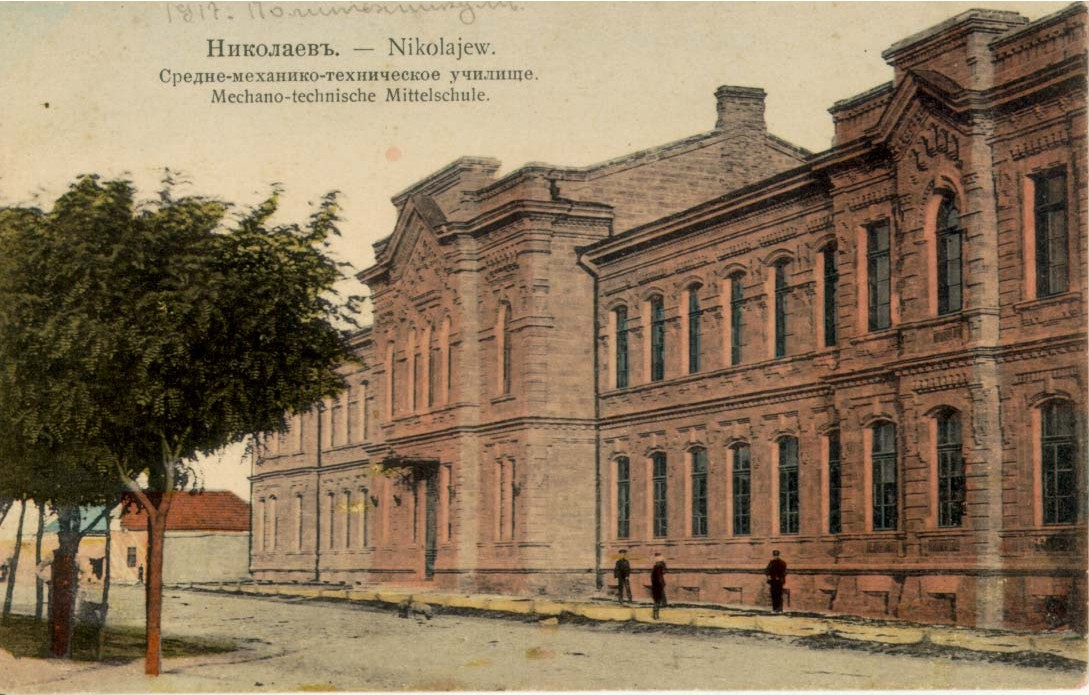
Середнє механіко-технічне училище

У 1923 році отримав офіційний дозвіл на ведення педагогічної діяльності і спеціальним наказом був назначений директором Вечірнього робочого технікуму. Справа в тому, що технікум було засновано на базі вечерніх технічних курсів, відкритих при Миколаївському механіко-технічному училищі в лютому 1916 року за ініціативою самого Некрасова. Посаду керівника технікуму він займав аж до самого його злиття у 1929 році з кораблебудівним.
До 1929 року в технікумі відбулось п'ять випусків. Дипломи інженерів-механіків отримали 98 чоловік, з них по спеціальностям: двигуни внутрішнього згоряння — 71 чоловік; парові котли, машини і турбіни — 19 чоловік; холодна обробка металів — 8 чоловік. У всіх досягненнях технікуму відчувалась невичерпна енергія Некрасова. Обіймаючи посаду директора Миколаївського вечірнього робочого технікуму, він активно займався і громадською діяльністю — був депутатом міської ради, де очолював комісію по будівництву паротурбінної електростанції в Миколаєві і членом бюро секції наукових працівників технічного товариства.
У тому ж 1929 році в зв'язку з уніфікацією народної освіти СРСР Миколаївський вечірній робочий технікум був об'єднаний з Миколаївським технікумом кораблебудування. В результаті такого об'єднання був створений Миколаївський індустріальний (згодом — машинобудівний) інститут. Після цієї реорганізації Некрасов став виконуючим обов'язки професора інституту, але до 1931 року знову працював на виробництві: на заводах імені Андре Марті та «Крестинтерн».
З 1931 року завідував теплотехнічною лабораторією та кафедрою головних суднових механізмів. У 1935 році вища атестаційна комісія присудила йому ступінь кандидата технічних наук і звання виконуючого обов'язки професора кафедри головних суднових механізмів інституту. В характеристиці, наданій Івану Степановичу при поданні до вченого звання професора, яка була підписана директором інституту Крессом, зокрема йшлось: «Опытный, хорошо знающий свой предмет педагог, пользуется большим авторитетом среди профессорско-преподавательского состава, студенчества и николаевской общественности. Много работает по подготовке аспирантов. Организатор высшего технического образования в г. Николаеве. Имеет две крупные научные работы».
У 1939 році, після поділу кафедри головних суднових механізмів на три інших, очолив кафедру суднових двигунів внутрішнього згоряння.
Під час Другої світової війни залишився в окупованому Миколаєві за станом здоров'я. Некрасов був мобілізований німцями в міську управу та призначений завідувачем технічним відділом, але той всіляко гальмував його роботу. Зокрема, він затягнув роботу по переведенню газогенераторного двигуна місцевої електростанції з вугілля на дрова настільки, що вона була фактично зірвана і двигун залишився в непрацюючому стані. Після звільнення із управи, Іван Степанович влаштувався на роботу завідувачем випробувальної лабораторії комерційного порту. Тут йому вдалось врятувати три преси, які раніше належали інституту і готувались до відправки в Німеччину.
З поверненням інституту з Пржевальська у 1944 році Некрасов повернувся в інститут професором кафедри суднових ДВЗ. Німці позбавили його продовольчих карток за постійний саботаж, тому в рідний інститут, коли той повернувся із евакуації, за словами очевидців, Некрасов прийшов виснаженим, хворим і голодним. Наказом № 4 від 4 квітня 1944 року він був зарахований в Миколаївський кораблебудівний інститут професором кафедри ДВЗ з окладом 1000 карбованців. В новому учбовому році Некрасов вже читав студентам лекції з нарисної геометрії і двигунам внутрішнього згоряння.
Іван Степанович помер 17 березня 1945 року. Похований на старому міському цвинтарі поруч із дружиною, яка померла раніше, у 1940 році. Доля єдиного сина подружжя, Дмитра, склалася трагічно: працював на заводі, після війни був репресований та з заслання вже не повернувся.

## Наукова діяльність
Вивчав метод гармонійного аналізу кривої дотичних зусиль для ДВЗ, проводив лабораторні дослідження двигуна Сухачова. Є автором низки наукових публікацій у журналі «Дизелестроение» («Графический метод гармонического анализа кривой касательных цепей», 1936; «Графо-аналитический расчет продувки двухтактных двигателей внутреннего горения», 1937), розвідки «Краткий исторический очерк Николаевского рабочего техникума» («Труды НКИ», Миколаїв, 1940, випуск 5).
Лекції Некрасова слухали в свій час майбутній міністр суднобудівної промисловості І. С. Носенко та його заступник Г. Д. Каплун, майбутні ректори Миколаївського кораблебудівного інституту Ю. Ф. Чубов, В. М. Бузнік, майбутні директори миколаївських суднобудівних заводів В. М. Андріанов і А. Б. Ганькевич, майбутній Генеральний конструктор атомних підводних човнів Г. М. Чернишов.

Випускникі інституту того періоду зберегли вдячні спогади про І. С. Некрасова. Гольберг М. І., почесний ветеран Північного машинобудівного підприємства (місто Сєвєродвінськ) та випускник інституту 1940 року, згадував: 
Иван Степанович Некрасов был ходячая энциклопедия технических знаний. Он в разное время читал в НКИ лекции по разным техническим дисциплинам и одинаково успешно. Рассказывали такой случай. На заводе имени А. Марти при испытаниях корабля обнаружили стук в смонтированном импортном дизеле. Все попытки специалистов завода устранить стук не увенчались успехом. Тогда пригласили на завод «науку» — Некрасова. Некрасов основательно занялся дизелем, нашел причину стука и дал рекомендации по устранению дефекта. Дефект устранили.
Д. Д. Шевченко, доцент кафедри технології суднового машинобудування, який навчався з 1934 по 1940 роки ділився такими спогадами: 
Іван Степанович був ходячою енциклопедією технічних знань. Він читав в МКІ лекції з різних технічних дисциплін (двигуни внутрішнього згоряння, парові машини, термодинаміка, нарисна геометрія та ін.) і однаково успішно. Івану Степановичу з його хорошими знаннями німецької і французької мов, не складало великих труднощів замінити на заняттях викладача іноземної мови, а за необхідністю, і викладача хімії.